# Rock Brigade
Rock Brigade – singiel wydany w 1980 roku przez brytyjski hardrockowy zespół Def Leppard. Pochodzi z ich debiutanckiego albumu On Through the Night. To drugi singel zespołu, który został wydany tylko w USA. Strona B płyty zawiera utwór „When the Walls Came Tumbling Down”. Ta piosenka jest uważana przez wielu fanów jako jedna z najbardziej popularnych kompozycji zespołu.

## Spis utworów
1. Rock Brigade
2. When the Walls Came Tumbling Down